# Transmission automatique régénératrice et chiffrante
La transmission automatique régénératrice et chiffrante (TAREC) est un système de chiffrement qui a été utilisé par des ministères français et plusieurs pays de l'OTAN du milieu des années 1950 à la fin des années 1970.

## Principe
Développé en France essentiellement par Sagem, ce système utilisait des bandes perforées de type téléscripteur, à 5 perforations (plus un trou d'entraînement). Il repose sur le principe de la clé à usage unique : l'émetteur et le destinataire du message à chiffrer possèdent tous deux un exemplaire d'une même bande de chiffrement (ou bande-clé), et ils sont les seuls à la posséder. Cette bande contient une séquence de codes aléatoires sans signification, et elle est marquée par des repères. En tête du message, l'émetteur précise en clair l'identification de la bande de chiffrement et le repère de départ à prendre en compte. Pour produire ou lire la bande correspondant au message chiffré, on cale dans l'appareil la bande de chiffrement sur le repère indiqué. La génération comme la lecture de la bande correspondant au message chiffré s'effectue automatiquement, par simple addition modulo 2, bit à bit.

## Avantages et inconvénients
En raison du principe de l'usage unique (la portion de bande qui a servi à chiffrer ou déchiffrer un message étant détruite), ce système était dans le principe à la fois simple et très sûr. Il nécessitait toutefois de sévères précautions lors de la fabrication des bandes-clés, et accessoirement lors de la distribution des deux exemplaires de chaque bande-clé. De plus, ce système ne convenait que pour une transmission point à point (réseau en étoile). La nécessité de disposer d'une longueur de bandes-clé égale à celle des messages échangés impliquait aussi un volume physique important en cas de fort trafic. Il existait enfin une possibilité d'interception des signaux émis par les lecteurs-perforateurs de rubans, qui présentaient un rayonnement électro-magnétique élevé.